# Pomacocha (distrito de Acobamba)
Pomacocha é um distrito do Peru, departamento de Huancavelica, localizada na província de Acobamba.

## Transporte
O distrito de Pomachocha é servido pela seguinte rodovia:
- PE-3SM, que liga o distrito de Marcas à cidade de Izcuchaca [1][2][3]